# Temesrékas
Temesrékas, 1888-ig Rékas, 1888–1909-ben Temesrékás (románul: Recaș, németül: Rekasch, szerbül: Рекаш) város Romániában, a Bánátban, Temes megyében.

## Földrajz
Temesvártól 21 km-re keletre, Lugostól 37 km-re északnyugatra, a Bega jobb partján fekszik.

## Nevének eredete
Neve valószínűleg a 'folyó' jelentésű szláv rěka szóból származik, magyar képzővel. 1359-ben Rykas, 1443-ban Rekas, 1469-ben Rewkas, 1554-ben varoš-i Riqaš, 1799-ben Német Rékas alakban írták. Korábbi nevét Temes vármegye 1888-ban Temesrékásra változtatta, de 1909-ben az Országos Községi Törzskönyvbizottság visszaállította, a megyére utaló előtag meghagyásával.

## Története
A 15. században a Csornai, Bizerei, Dánfi és Haraszthy családok birtokolták, illetve pereskedtek érte. 1442-ben plébánosát említették. 1470-ben mezővárosi szabadalmat kapott, vámszedőhelye és vára volt. A 16. század első felében tizenöt falura kiterjedő uradalom központja. A török hódoltság alatt részben magyar, részben délszláv lakosságú. Délszláv lakói részben talán az 1393 után a környékre menekült bolgárok leszármazottai voltak.
Későbbi sokác lakosságának elődei valószínűleg a 17. század közepén költöztek ide Boszniából – Rékas a legkeletebbre fekvő sokác település. Római katolikus plébániája 1721-ben alakult. 1723-ban a katolikus, sokácok lakta Cath Rikass még a Béga déli oldalán feküdt, szemben a mai Rékas helyén található, valószínűleg ortodox lakosságú Rikass-sal. (A későbbi sokác falurészt magyarul Békás-nak hívták.) 1726-ban érkeztek első német telepesei, akiket még több hullám követett (1736, 1740-ben fekete-erdeiek, 1763-ban 42 család, 1766-ban néhányan Frankfurtból). A legjelentősebb betelepítés az utolsó volt 1786–87-ben, amikor száz német család költözött be Luxemburgból, Pfalzból, Hessenből, Frankfurtból, Trierből, Vesztfáliából, Elzászból és Lotaringiából. A katolikus iskolában 1779-ben már két tanító oktatta valószínűleg mind a német, mind a sokác gyerekeket. Az iskola 1803-ban vált ketté német és sokác iskolára (utóbbiban kántortanító tanított). 1740-től kincstári ispánság (birtokigazgatóság) működött benne. 1805-ben heti- és három országos vásár tartására kapott engedélyt. Ugyanekkor, a Szeged–Nagyszeben postaút megépülésekor postaállomás létesült benne.
A Bánság demilitarizálása után Temes vármegyéhez tartozott. 1835-ben nyílt meg az első gyógyszertár. 1848-ban Fisser (Fischer) Istvánt választották országgyűlési képviselőjévé, aki Pesten belépett a Radical Pártba. A rékasi sváb férfiak lövészegyletet alakítottak, és a császáriak oldalán harcoltak a szabadságharcban. 1871-től nagyközség, 1872-től járásszékhely. 1879-től vasút kötötte össze Temesvárral és Lugossal. 1884-től 1922-ig Temesrékasi Társaskör néven működött kaszinója, amely egyesítette német, szerb és magyar nyelvű polgárságát. A magyar állam kivágatta a határában fekvő, 2500 holdas kincstári erdőbirtokot, és arra 1899-ben száz római katolikus vallású magyar családot telepített. A telepes családok egyenként húsz holdnyi földet kaptak, azonos tervrajzú, nagy, cseréptetős házzal. A telepítvényt 1904-ben húsz öt holdas, ún. „munkástelek”-kel bővítették. A magyarok Békés megyéből, Pest megye északi részéről, Csanád, Szolnok megyéből és a Bánságból érkeztek. Ők terjesztették el a településen a kaszás aratást. Falurészüket magyarul Újfalu-nak, németül Ungarndorf-nak, románul később Satul Nou-nak hívták. Az állam magyar káplánt alkalmazott, hogy a német és sokác nagymise előtt a templomban magyar nyelvű énekes misét tartson és szentbeszédet mondjon.
1894-ben 150–200 munkást foglalkoztató téglagyára létesült. Ugyanekkor alakult meg az Első Temesrékási Takarékpénztár, három évre rá pedig a Rékási Járási Népbank. 1900-ban (magyar tannyelvű) állami iskolát állítottak. 1902-ben indult első hírlapja, Temesrekaser Zeitung címmel. 1910–12-ben helyi születésű középiskolások hozták létre az atlétikai egyletet.
1919. március 27. és június 20. között francia megszállás alatt állt. 1922-ben a földreform huszonkét, Lámkerékről beköltöző román családnak juttatott földet. A magyar telepesek közül, miután még állami tulajdonban lévő parcelláikat a román államnak ismét teljes értékében kellett volna törleszteniük, az 1920-as években 140-en Dél-, nyolcvanan Észak-Amerikába és hatvanan Magyarországra vándoroltak ki.
A svábok 1958–61 között kezdtek Németországba vándorolni, és már csak nagyon kevés német ajkú él a településen. 1968-ban a Magyar Néprajzi Atlasz egyik gyűjtőpontja volt. A külön sokác iskola 1933-ban, a német iskolai tagozat 1989-ben szűnt meg. 1993 óta a római katolikus templomban román nyelven miséznek. A 2000-es évek elején indult újra az I–IV. osztályos, összevont magyar tagozat, amely azonban az évtized végére megszűnt. 2003 óta határában golfpálya működik.
2004-ben kapott városi rangot.

## Népesség
| 1880 (a) | 3663 | 170  | 1820 | 148  | 1364  |
| 1890 (a) | 3637 | 162  | 1969 | 165  | 1316  |
| 1900 (a) | 4104 | 166  | 1955 | 749  | <1163 |
| 1910 (a) | 4321 | 215  | 1832 | 1236 | <970  |
| 1920 (n) | 4158 | 209  | 1863 | 1129 | <923  |
| 1930 (a) | 4210 | 384  | 1685 | 1335 | 683   |
| 1941 (n) | 4280 | 597  | 1494 | 1396 | <793  |
| 1966 (a) | 4980 | 1741 | 1128 | 1407 | 410   |
| 1977 (n) | 5764 | 2956 | 902  | 1264 | 365   |
| 1992 (n) | 5085 | 3543 | 202  | 930  | 228   |
| 2002 (n) | 4955 | 3670 | 100  | 805  | 216   |
| 2011 (n) | 4722 | 3464 | 57   | 547  | 142   |

## Gazdaság
1957-ben a sváb gazdák kisajátított szőlőbirtokainak a helyén megalakult az állami borgazdaság, amely később a Recatim nevet vette fel, a privatizálás után pedig Cramele Recaș néven működik. 750 hektáron gazdálkodik, és jelenleg is a város legfontosabb vállalata. Fajtái: királyleányka, cabernet sauvignon, merlot, pinot noir, pinot gris.

## Látnivalók
- Római katolikus temploma 1914–18-ban, Sándy Gyula tervei alapján épült.
- Helytörténeti múzeumát 2002-ben adták át.

## Híres emberek

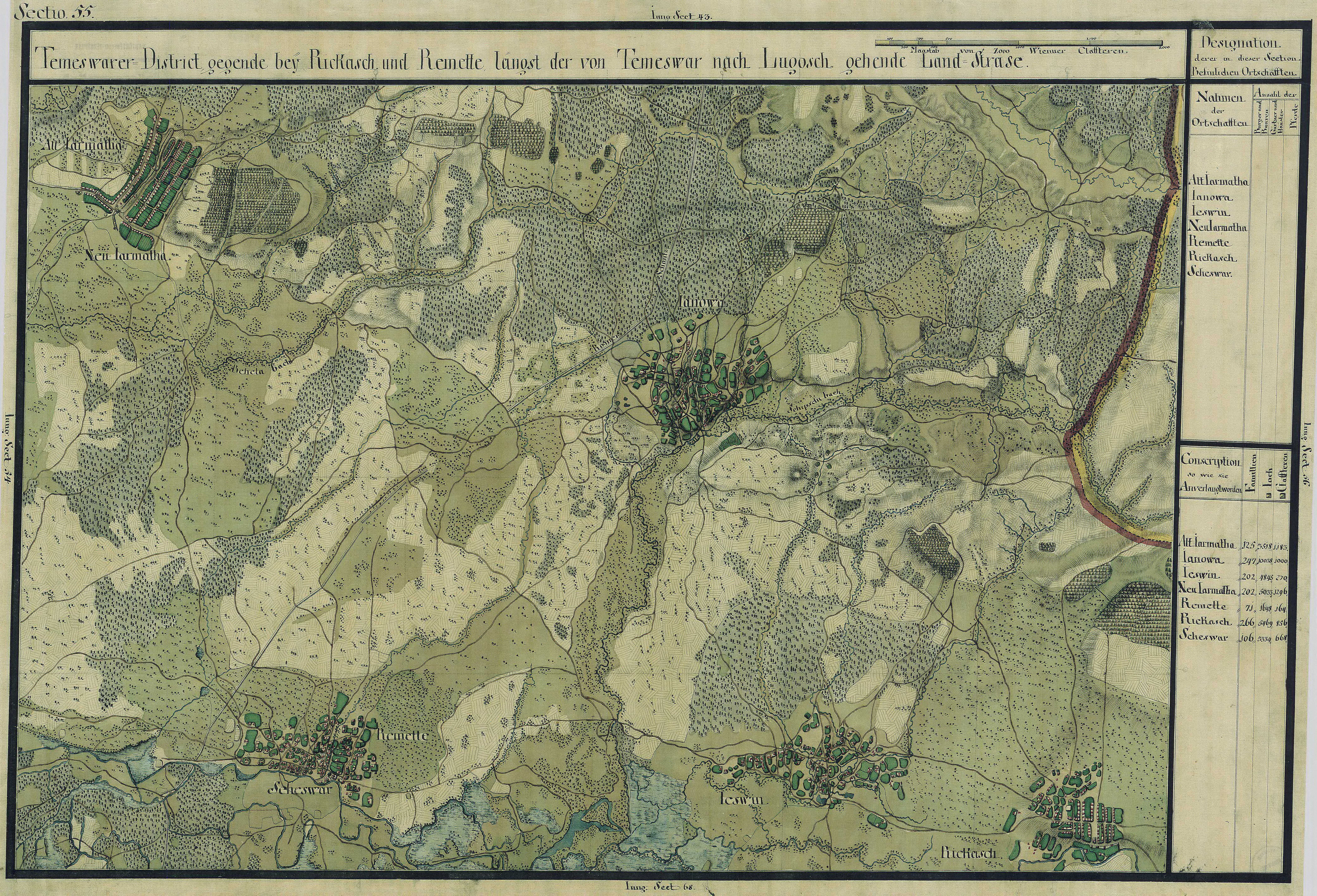
Rékas (Rickas) környéke 1769–72 körül

- Itt töltötte gyermekkorát Johann Nepomuk Preyer temesvári polgármester.
- Itt született 1858-ban Geml József temesvári polgármester.
- Itt született 1876-ban Tass Antal csillagász.
- Itt született 1877-ben Mihailich Győző építőmérnök.
- Itt született 1889-ben Szondy György ifjúsági író.
- Itt született 1892-ben Stitzl József orvos, sportoló, orvosi és sportszakíró.
- Itt született 1907-ben Pióker Ignác, a legismertebb magyar sztahanovista.
- Itt született 1908-ban Schwartz Elek labdarúgóedző, a holland válogatott és a Benfica edzője.[13]
- Itt született 1913-ban Hildegard Grosche német fordító.
- Itt született 1930-ban Martha Kessler operaénekes.[14]
- Itt született 1931-ben Ion Cojar színházi rendező.

## Testvértelepülések
- Magyarcsernye, Szerbia